# Laxmipura
Laxmipura, ook  Laximipur of Laksmipur, is een dorpscommissie (Engels: village development committee, afgekort VDC; Nepalees: panchayat) in het oosten van Nepal, gelegen in het district Ilam in de Mechi-zone. Ten tijde van de volkstelling van 2001 had het een inwoneraantal van 9020 personen, verspreid over 1692 huishoudens; in 2011 waren er 9203 inwoners, verspreid over 2035 huishoudens.